# Olinda Nova do Maranhão
Olinda Nova do Maranhão – miasto i gmina w Brazylii leżące w stanie Maranhão. Gmina zajmuje powierzchnię 197,636 km². Według danych szacunkowych w 2016 roku miasto liczyło 14 474 mieszkańców. Usytuowane jest około 100 km na południowy zachód od stolicy stanu, miasta São Luís, oraz około 1700 km na północ od Brasílii, stolicy kraju. W pobliżu położone są jeziora Lago Belém, oraz Lago Coqueiro. 
W 2014 roku wśród mieszkańców gminy PKB per capita wynosił 5092,50 reais brazylijskich.